# Chorošavka (Oblast' di Tambov)
Chorošavka è un centro abitato della Russia.